# Енгури
Енгури (Ингури) (на грузински: ენგური, Eнгури; на абхазки: Егри; на мегрелски: ინგირი, Ингири) е една от най-красивите реки в Западна Грузия и Абхазия. Минава през историко-географските области Самегрело и Горна Сванетия. В долното си течение реката служи за естествена граница между двете държави.
Най-вероятно наименованието на реката идва от древногрузинското егрис-. Грузинското название на Колхида е Егриси, а арменското – Егер. Смисълът на името е Колхидска река, тъй като долното ѝ течение и устието се намират на територията на историческата Колхида.

## Общи данни
Водата на Енгури има необикновено лазурен оттенък, който по принцип не е характерен за речните води. Дължината ѝ е 213 km, а дебитът и е 170 m3/s. При курортния град Анаклия средният разход на вода е 192 m3/s. Водосборният ѝ басейн има площ 4060 km2 и по енергиен потенциал заема трето място в Грузия. В него се намират няколко малки и по-големи ледника. Средната надморска височина на ледниковия басейн е 2744 m. Енгури води началото си на 2614 m надморска височина. Захранва се от три от тези ледници, разположени на югозападния склон на Главния (Водоразделния) хребет на Голям Кавказ. Основният извор се намира на южния склон на планината Шхара и изтича от едноименния ледник. Над 30% от захранването в горното течение е ледниково. Освен това пълни водите си от дъждове, снежно покритие и от подпочвени води.
В горното си течение Енгури приема десните притоци Мулхура, Ненскра, Накра, Адишчала, Долра, която води началото си от планината Ушба, левите притоци Лаилчала, Кумпрери и други.
В началото реката тече на северозапад и запад по високопланинската Сванетска котловина, между Главния (Водоразделен) кавказки и Сванетския хребети, от които към Енгури се стичат множество малки ледникови рекички и ручеи. На меридиана на връх Елбрус Енгури напуска котловината и продължава през тесен и дълбок пролом с ширина между 4,5 и 9 метра, по който се движи с голяма скорост в продължение на около 64 km. На някои места са образувани стръмни бързеи и прагове, където течението достига висока скорост и тези участъци често се използват за рафтинг. Променя посоката си на юг-югозапад и тече по по-широко дефиле между хребетите Кодорски на запад и Егриски на изток. След град Джвари излиза от планините и навлиза в широката Колхидска низина, отправя към морето. и се влива чрез малка делта в Черно море, северно от град Поти, при село Анаклия.

## ВЕЦ „Енгури“
Частично водите на Енгури се използват за напояване и реката е пълноводна от март до септември. По нея се пускат дървени трупи, добити в горното и течение, които се събират в долното.
На Енгури, между Абхазия и Грузия, е построен язовир с обем около 1,25 km3. Сводовата бетонна язовирна стена е втора по височина в бившия СССР и шеста в света. Висока е 271,5 m и дълга 728 m. Обектът е строго охраняван както от грузинска, така и от абхазка страна. През 1972 г. на нея е изградена най-голямата ВЕЦ на територията на Кавказ – Енгурската водноелектрическа централа. Намира се близо до град Джвари и захранва с електричество около половината Грузия и цяла Абхазия. Язовирната стена е разположена на контролираната от Грузия страна на административната граница, а 5 генераторни станции на ВЕЦ – на територията на Галски район в Абхазия. Според неформално съгласие между Тбилиси и Сухуми, 40% от електроенергията се ползва от Абхазия и 60% – от Грузия.
Красотата на реката и интересът към язовира правят това място особено привлекателно за туристи. Затова там е изградена панорамна площадка, от която може да се наблюдава великолепието на реката, сводовата стена на язовира и живописните околности. Входът за нея е безплатен.
При водноелектрическата централа реката е буйна и бърза. От Енгурския ВЕЦ надолу тя губи част от водите си, които се отвеждат чрез канал на запад в Абхазия. Там, край град Гали е разположена втора ВЕЦ, абхазка.

## Мост с КПП
По време на Грузино-абхазкия конфликт от 1992 г. са унищожени една част от железопътната линия и целия автомобилен мост, минаващи над реката и свързващи Грузия с Абхазия, а през нея – с Русия. През 1994 г. автомобилният мост е реконструиран и пуснат в експлоатация. На мястото на жп линията впоследствие е положена дървена настилка, която е ползвана от пешеходци. През 2008 г. железопътният мост е взривен отново и този път е напълно унищожен. Тбилиси предполага диверсия от страна на руските военни, а Сухуми обвинява грузинските спецслужби. Жп връзката между двете страни все още не е възстановена. В резултат железопътният транспорт свързва Грузия само с Армения и Азербайджан, а да се стигне до Русия по жп е възможно само транзит през Азербайджан.
На автомобилния мост днес се намира контролно-пропускателният пункт „Енгури“, контролиращ потока между Грузия и Абхазия. От страната на Грузия почти не се усеща гранична зона, тъй като тя не приема Абхазия като самостоятелна държава и не укрепва този пункт като граничен. От страната на Абхазия обаче, са вложени стотици милиони за сериозни укрепления. Изградени са бетонни бункери със стърчащи от тях картечници, завършващи с тристепенни огради, руски войници с автомати пазят границата и на много места са поставени охранителни камери.

## Драфтинг
В горното си течение Енгури е много красива и сложна за драфтинг река, изпъстрена с прагове, бързеи и големи скални късове. По нея могат да се отделят множество разнообразни секции за драфтинг – от ІІ клас до забележителната каскада Хаиши (VІ++ клас през лятото).

## Топографска карта
- К-37-XVIII М 1:200000[14]
- К-38-VII М 1:200000[15]
- К-38-VIII М 1:200000[16]